# البرختیتسه ناد اورلیتسی
البرختیتسه ناد اورلیتسی (به چکی: Albrechtice nad Orlicí) یک منطقهٔ مسکونی در جمهوری چک است که در ناحیه ریخنوف ناد کنیژنوو واقع شده‌است. البرختیتسه ناد اورلیتسی ۹۹۳ نفر جمعیت دارد.

## خواهرخوانده
شهر Wörgl خواهرخواندهٔ البرختیتسه ناد اورلیتسی هست.